# Vela als Jocs Olímpics d'estiu de 1912
Als Jocs Olímpics de 1912 celebrats a la ciutat d'Estocolm es disputaren quatre proves de vela. Les proves es realitzaren al municipi costaner de Nynäshamn.

## Nacions participants
Participaren en les proves de vela un total de 109 regatistes de 6 nacionalitats:
- Dinamarca (3)
- Finlàndia (27)
- França (3)
- Noruega (18)
- Imperi Rus (17)[1]
- Suècia (41)

## Resum de medalles
| Prova             | Or | Argent | Bronze |
| 6 metres detalls  | França · Mac MicheAmédée Thubé · Gaston Thubé · Jacques Thubé | Dinamarca · Nurdug IISteen Herschend · Hans Meulengracht-Madsen · Sven Thomsen                                                                                               | Suècia · KerstinOtto Aust · Eric Sandberg · Harald Sandberg                                                                                         |
| 8 metres detalls  | Noruega · TaifunThomas Aas · Andreas Brecke · Torleiv Corneliussen · Thoralf Glad · Christian Jebe                                                                                 | Suècia · Sans AtoutEmil Henriques · Bengt Heyman · Alvar Thiel · Herbert Westermark · Nils Westermark                                                                        | Finlàndia Lucky GirlArthur Ahnger Emil Lindh Bertil Tallberg Gunnar Tallberg Georg Westling                                                         |
| 10 metres detalls | Suècia · KittyFilip Ericsson · Carl Hellström · Paul Isberg · Humbert Lundén · Herman Nyberg · Harry Rosenswärd · Erik Wallerius · Harald Wallin                                   | Finlàndia Nina Waldemar Björkstén Jacob Björnström Bror Brenner Allan Franck Erik Lindh Adolf Pekkalainen Harry Wahl                                                         | Imperi Rus · Gallia IIEsper Beloselsky · Ernest Brasche · Karl Lindholm · Nikolai Puxnitski · Aleksandr Rodionov · Iosif Schomaker · Philip Strauch |
| 12 metres detalls | Noruega · Magda IXJohan Anker · Nils Bertelsen · Eilert Falch-Lund · Halfdan Hansen · Arnfinn Heje · Magnus Konow · Alfred Larsen · Petter Larsen · Christian Staib · Carl Thaulow | Suècia · Erna SignePer Bergman · Dick Bergström · Kurt Bergström · Hugo Clason · Folke Johnson · Sigurd Kander · Nils Lamby · Erik Lindqvist · Nils Persson · Hugo Sällström | Finlàndia Heatherbell Max Alfthan Erik Hartvall Jarl Hulldén Sigurd Juslén Ernst Krogius Eino Sandelin Johan Silén                                  |

## Medaller
| Posició | País       | Or | Argent | Bronze | Total |
| 1       | Noruega    | 2  | 0      | 0      | 2     |
| 2       | Suècia     | 1  | 2      | 1      | 4     |
| 3       | França     | 1  | 0      | 0      | 1     |
| 4       | Finlàndia  | 0  | 1      | 2      | 3     |
| 5       | Dinamarca  | 0  | 1      | 0      | 1     |
| 6       | Imperi Rus | 0  | 0      | 1      | 1     |